# 才坎诺尔乡
才坎诺尔乡，是中华人民共和国新疆维吾尔自治区巴音郭楞蒙古自治州博湖县下辖的一个乡镇级行政单位。

## 行政区划
才坎诺尔乡下辖以下地区：
哈尔努敦诺尔村、才坎诺尔村、赛罕吾都木村、拉罕诺尔村和莫盖图村。